# Le Bain (Cassatt)
Le Bain – en anglais Bathing ou Two Mothers and their Children in a Boat – est un tableau réalisé par la peintre américaine Mary Cassatt en 1910. De format horizontal, cette huile sur toile est une scène de genre exécutée en légère plongée dans un style impressionniste. Elle représente deux jeunes femmes et deux enfants assis dans une barque, les premières dans des robes haute couture, les seconds nus pour la baignade. Entrée dans ses collections en 1923, soit du vivant de l'artiste, l'œuvre est conservée au Petit Palais, à Paris, en France,.